# Ai Ogura

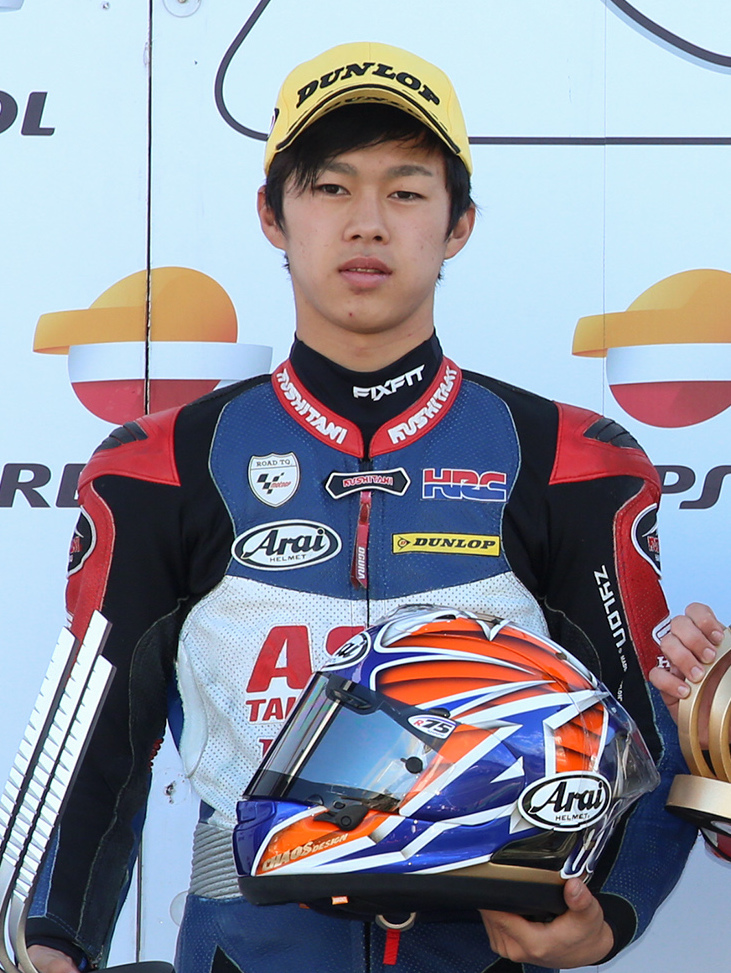
Ai Ogura op het Circuit Ricardo Tormo Valencia in 2018.

Ai Ogura (小椋 藍, Ogura Ai, Kiyose, 26 januari 2001) is een Japans motorcoureur. In 2024 werd hij wereldkampioen in de Moto2.

## Carrière
Ogura begon zijn motorsportcarrière in 2009 toen hij in nationale pocketbikekampioenschappen reed. In 2015 begon zijn internationale carrière met een deelname aan de Asia Talent Cup. In 2016 stapte hij over naar de FIM MotoGP Rookies Cup. Hij behaalde dat jaar een podiumplaats op het TT-Circuit Assen en werd met 61 punten elfde in het kampioenschap. In 2017 bleef hij actief in de klasse en won hij twee races op de Red Bull Ring en het Misano World Circuit Marco Simoncelli, maar miste hij ook vier races vanwege een blessure. Met 124 punten verbeterde hij zichzelf naar de vijfde plaats in de eindstand. Dat jaar kwam hij ook uit in het Spaanse Moto3-kampioenschap op een Honda. In deze klasse won hij een race op het Circuito Permanente de Jerez en werd hij met 83 punten achtste in het klassement.
In 2018 bleef Ogura actief in de Spaanse Moto3 op een Honda. Hij won een race op het Circuit Ricardo Tormo Valencia en behaalde gedurende het seizoen nog vier podiumplaatsen. Met 128 punten werd hij vijfde in het kampioenschap. Dat jaar debuteerde hij tevens in de Moto3-klasse van het wereldkampioenschap wegrace op een Honda tijdens vier races als wildcardcoureur. In zijn eerste race in Spanje behaalde hij direct zijn eerste kampioenschapspunt met een vijftiende plaats.
In 2019 kwam Ogura uit als fulltime coureur in het wereldkampioenschap Moto3 op een Honda. Hij miste de race in Italië vanwege een blessure die hij opliep bij een ongeluk in de voorgaande race in Frankrijk. Later dat jaar behaalde hij in Aragón zijn eerste podiumplaats in het WK. Met 109 punten eindigde hij als tiende in de rangschikking.
In 2020 bleef Ogura actief in het WK Moto3. In de eerste acht races behaalde hij zes podiumplaatsen, inclusief een pole position in San Marino. Hierdoor stond hij enige tijd aan de leiding van het klassement. In de resterende zeven races scoorde hij nog slechts een podiumfinish, waardoor hij met 170 punten derde werd in de eindstand, achter Albert Arenas en Tony Arbolino.
In 2021 stapte Ogura binnen het wereldkampioenschap over naar de Moto2-klasse, waarin hij uitkwam op een Kalex. Hij kende een goed debuutseizoen waarin hij twaalf keer in de top 10 finishte, met een podiumfinish in Oostenrijk als hoogtepunt. Hij miste echter de laatste race in Valencia vanwege een breuk in zijn voet, die hij opliep bij een ongeluk in de voorgaande race in de Algarve. Met 120 punten werd hij achtste in het kampioenschap.
In 2022 behaalde Ogura twee podiumplaatsen in de eerste vier races. In de zesde race van het seizoen in Spanje behaalde hij zijn eerste Grand Prix-zege, nadat hij datzelfde weekend al zijn eerste pole position in de Moto2 had behaald.

## Statistieken

### Grand Prix

#### Per seizoen
| Seizoen | Klasse | Motor      | Team                     | Races | Winst | Podiums | Poles | SR | Ptn    | Pos |
| ------- | ------ | ---------- | ------------------------ | ----- | ----- | ------- | ----- | -- | ------ | --- |
| 2018    | Moto3  | Honda      | Asia Talent Team         | 4     | 0     | 0       | 0     | 0  | 1      | 36e |
| 2019    | Moto3  | Honda      | Honda Team Asia          | 18    | 0     | 1       | 0     | 1  | 109    | 10e |
| 2020    | Moto3  | Honda      | Honda Team Asia          | 15    | 0     | 7       | 1     | 1  | 170    | 3e  |
| 2021    | Moto2  | Kalex      | Idemitsu Honda Team Asia | 17    | 0     | 1       | 0     | 1  | 120    | 8e  |
| 2022    | Moto2  | Kalex      | Idemitsu Honda Team Asia | 20    | 3     | 7       | 3     | 1  | 242    | 2e  |
| 2023    | Moto2  | Kalex      | Idemitsu Honda Team Asia | 18    | 0     | 3       | 0     | 0  | 137,5  | 9e  |
| 2024    | Moto2  | Boscoscuro | MT Helmets – MSi         | 19    | 3     | 8       | 2     | 1  | 274    | 1e  |
| 2025*   | MotoGP | Aprilia    | Trackhouse MotoGP Team   | 11    | 0     | 0       | 0     | 0  | 53     | 16e |
| Totaal  | Totaal | Totaal     | Totaal                   | 122   | 6     | 27      | 6     | 5  | 1106,5 |     |

#### Per klasse
| Klasse | Seizoenen  | 1e GP         | 1e podium       | 1e winst    | Races | Winst | Podiums | Poles | SR | Ptn    | Kampioen |
| ------ | ---------- | ------------- | --------------- | ----------- | ----- | ----- | ------- | ----- | -- | ------ | -------- |
| Moto3  | 2018-2020  | Spanje 2018   | Aragón 2019     |             | 37    | 0     | 8       | 1     | 2  | 280    | 0        |
| Moto2  | 2021-2024  | Qatar 2021    | Oostenrijk 2021 | Spanje 2022 | 74    | 6     | 19      | 5     | 3  | 773,5  | 0        |
| MotoGP | 2025-heden | Thailand 2025 |                 |             | 11    | 0     | 0       | 0     | 0  | 53     | 0        |
| Totaal | 2018-heden | 2018-heden    | 2018-heden      | 2018-heden  | 122   | 6     | 27      | 6     | 5  | 1106,5 | 0        |

#### Races per jaar
(vetgedrukt betekent pole positie; cursief betekent snelste ronde; 1–9 betekent positie in de sprintrace)
| Jaar | Klasse | Motor      | 1      | 2       | 3       | 4       | 5       | 6      | 7       | 8       | 9       | 10      | 11      | 12     | 13      | 14    | 15      | 16     | 17      | 18     | 19      | 20      | 21  | 22  | Pos | Ptn   |
| ---- | ------ | ---------- | ------ | ------- | ------- | ------- | ------- | ------ | ------- | ------- | ------- | ------- | ------- | ------ | ------- | ----- | ------- | ------ | ------- | ------ | ------- | ------- | --- | --- | --- | ----- |
| 2018 | Moto3  | Honda      | QAT    | ARG     | AME     | SPA 15  | FRA     | ITA    | CAT     | NED 23  | DUI DNF | TSJ     | OOS 20  | GBR    | SMR     | ARA   | THA     | JPN    | AUS     | MAL    | VAL     |         |     |     | 36  | 1     |
| 2019 | Moto3  | Honda      | QAT 11 | ARG 17  | AME 11  | SPA 9   | FRA DNF | ITA    | CAT 6   | NED 6   | DUI 7   | TSJ 6   | OOS 12  | GBR 10 | SMR DNF | ARA 2 | THA DNF | JPN 14 | AUS 14  | MAL 4  | VAL 10  |         |     |     | 10  | 109   |
| 2020 | Moto3  | Honda      | QAT 3  | SPA 2   | AND DNF | TSJ 3   | OOS 4   | STI 3  | SMR 2   | EMI 3   | CAT 11  | FRA 9   | ARA 14  | TER 9  | EUR 3   | VAL 8 | POR 8   |        |         |        |         |         |     |     | 3   | 170   |
| 2021 | Moto2  | Kalex      | QAT 17 | DOH 5   | POR DNF | SPA 7   | FRA 7   | ITA 6  | CAT DNF | DUI DNF | NED 6   | STI 5   | OOS 2   | GBR 9  | ARA 8   | SMR 7 | AME 7   | EMI 9  | ALG DNF | VAL    |         |         |     |     | 8   | 120   |
| 2022 | Moto2  | Kalex      | QAT 6  | INA 6   | ARG 3   | AME 2   | POR DNF | SPA 1  | FRA 5   | ITA 3   | CAT 7   | DUI 8   | NED 2   | GBR 4  | OOS 1   | SMR 5 | ARA 4   | JPN 1  | THA 6   | AUS 11 | MAL DNF | VAL DNF |     |     | 2   | 242   |
| 2023 | Moto2  | Kalex      | POR    | ARG DNS | AME 15  | SPA DNF | FRA 9   | ITA 15 | DUI 14  | NED 2   | GBR 8   | OOS 3   | CAT 7   | SMR 5  | IND 21  | JPN 2 | INA 17  | AUS 15 | THA 5   | MAL 4  | QAT 4   | VAL 11  |     |     | 9   | 137,5 |
| 2024 | Moto2  | Boscoscuro | QAT 4  | POR 5   | AME 7   | SPA 6   | FRA 2   | CAT 1  | ITA 5   | NED 1   | DUI 3   | GBR 14  | OOS DNS | ARA 8  | SMR 1   | EMI 4 | INA 2   | JPN 2  | AUS 4   | THA 2  | MAL DNF | SOL 4   |     |     | 1   | 274   |
| 2025 | MotoGP | Aprilia    | THA 54 | ARG DSQ | AME 9   | QAT 157 | SPA 8   | FRA 10 | GBR WD  | ARA     | ITA 10  | NED DNF | DUI DNF | TSJ 14 | OOS 14  | HON   | CAT     | SMR    | JPN     | INA    | AUS     | MAL     | POR | VAL | 16* | 53*   |

* Seizoen nog bezig.